# Smolmark
Smolmark är en by i Karlanda socken, Årjängs kommun, Värmlands län, belägen en halvmil nordost om Karlanda kyrka vid sjön Rinnen. Länsväg 172 passerar byn.